# 清水山城 (近江国)
清水山城（しみずやまじょう）は、滋賀県高島市新旭町熊野本・同市新旭町安井川にあった日本の城（山城）。城跡は2004年（平成16年）2月27日に「清水山城館跡」として、国の史跡に指定されている。

## 概要
嘉禎元年（1235年）佐々木高信が築いた。子孫は高島氏（高島越中守）を称し、代々治めた。元亀3年（1572年）織田信長の高島郡攻略により落城したと推定されている。